# Mindelstetten
Mindelstetten è un comune tedesco di 1 622 abitanti, situato nel land della Baviera.